# Orca Keiko

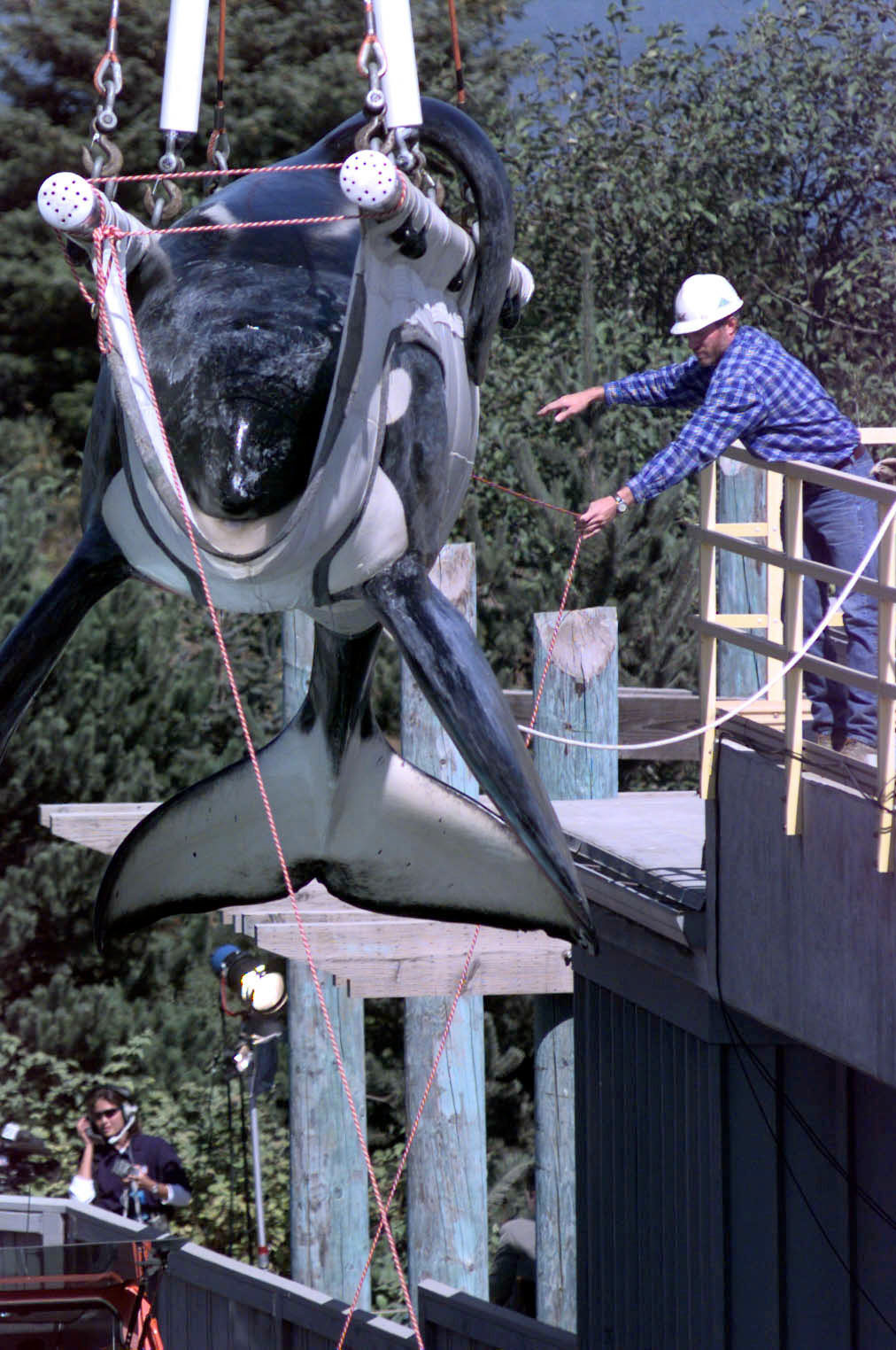
Orca Keiko

Keiko (Islàndia, 1976 - Noruega, 2003) fou una orca (Orcinus orca), la qual va ser la primera i única orca que va viure en captivitat i va retornar al seu hàbitat natural. És coneguda mundialment per la seva participació en la saga de pel·lícules Free Willy.
Pertanyent a la família delphinidae, va ser capturada prop d'Islàndia, a la badia de Klettsvik a Vestmannaeyjar, per un pescador el 1979 quan tenia aproximadament dos anys i va ser posada en llibertat l'11 de juliol de 2002 a Islàndia, al mateix lloc on va ser capturada, després d'una campanya de la Free Willy Keiko Foundation, la rehabilitació a la vida salvatge d'Ocean Futures Society i l'ajuda d'Humane Society of the United States.
Durant els seus anys de captiveri va habitar a l'aquari islandès de Saedyrasfnid durant tres anys, tres més al parc de Marineland d'Ontario i deu anys al parc temàtic de Regne Aventura, a Ciutat de Mèxic, efectuant espectacles per al públic. L'habilitació a la vida salvatge la va fer a l'Oregon Coast Aquarium a Newport. Després del seu alliberament, no va saber relacionar-se ni establir-se amb altres orques i buscava la companyia humana als vaixells i a les costes. Des d'Islàndia va viatjar fins a Noruega, aferrant-se als humans, per la qual cosa va ser traslladada a la Badia de Taknes, apartada de les poblacions, on va viure en estat de semillibertat o semicaptivitat amb els seus cuidadors fins al final dels seus dies.

## Història

### Captivitat

#### Captura
Es calcula que va néixer el 1976, pel fet que comptava amb uns dos anys quan va ser capturada a la badia de Klettsvik a Vestmannaeyjar, Islàndia el 1979. Al moment de la seva captura, convivia en una família matriarcal, amb la qual estava començant el seu lent aprenentatge i encara era una cria que depenia de la seva mare per sobreviure.
De no haver estat capturada, hauria après a caçar amb els seus eficaços atacs grupals i a comunicar-se amb el dialecte propi del seu grup. Les orques són una de les espècies més intel·ligents del planeta, uns mamífers marins en llibertat, viuen 100 anys les femelles i 80 els mascles.
El nom de Keiko és d'origen japonès, el significat del qual es tradueix com a «afortunat».

#### Atracció estelar
Després de la seva captura, va ser venuda a un aquari islandès de Saedyrasfnid, en què va habitar durant tres anys juntament amb altres orques, fins que va ser venuda el 1982 al parc de Marineland d'Ontario, al Canadà, on se li va ensinistrar perquè fes actuacions a públic. En aquest lloc van aparèixer les primeres lesions dèrmiques i una infecció al voltant de la seva aleta pectoral, que indicava la seva mala salut.
En 1985, Keiko va ser venut a Regne Aventura, (actualment Six Flags Mèxic) , un parc de diversions a Ciutat de Mèxic. La seva arribada a Mèxic va ser arreglat pel polític Jorge Hank Rhon, famós per haver estat involucrat en diversos casos de trànsit il·legal de fauna silvestre. El polític va fer que el cetaci travessés de manera il·legal l'espai nord-americà, i que el viaducte Miguel Alemán, del Districte Federal, fos tancat perquè la balena pogués arribar en 15 minuts fins al Regne Aventura. Des de la perspectiva dels amos de Regne Aventura, Keiko s'alimentava bé, ja que menjava entre 80 i 120 quilos diaris de peix, 50% nacional i 50% internacional, i prenia vitamines. A més tenia quatre entrenadors, un vetllador i fins a vuit persones que en tenien cura: Armando Rojo, Karla Corral, Renata Fernández, Danya Hernández, Noemi Vergara Arroyo, Juan Carlos Familiar i Gaspar Zavala. Keiko va continuar creixent i el seu tanc li quedava petit. Ken Balcom, director del Centre per a la Investigació de les Balenes de l'estat de Washington, va oferir en aquesta època al parc 3.8 milions de dòlars pel mamífer marí, per ser alliberada després d'una readaptació i reaprenentatge de les seves capacitats silvestres, però el parc es va negar . Va sorgir llavors l'oferiment que la balena participés en programes de televisió i pel·lícules, mentre va actuar a Regne Aventura durant deu anys.

#### Estrella de Hollywood
L'arribada del mamífer al parc de Regne Aventura va ser el pretext perfecte perquè la companyia discogràfica Musart decidís llançar al mercat un disc amb dos temes dedicats a Keiko, interpretats per la cantant infantil Lucerito. Un altre tema musical per al comiat de Keiko de Regne Aventura, titulat “Adéu Amigo Keiko”, va ser interpretat per un grup juvenil anomenat “La nova ona”.
El 1987, va aparèixer al capítol final de la telenovel·la Quinzeañera i el 1990 va aparèixer a la pel·lícula Keiko en perill i el 1996 va participar en la telenovel·la mexicana Blava.
A inicis dels anys 1990, va ser descoberta per caçatalents de Hollywood, els que buscaven una orca ensinistrada per participar en la pel·lícula Liberen a Willy, que es va convertir en un dels films més vistos durant 1993, donant-li fama mundial. I amb això, l'aparició a les seves seqüeles Free Willy II (Llibereu a Willy II) i Free Willy III: The Rescue (Llibereu a Willy III: El Rescat).

### El casKeiko, aliasWilly
El cas de Keiko va ser publicat el 1993 per la revista Entertainment Weekly dels Estats Units, l'article citava «Es pot salvar aquesta balena» va destacar el cas de Keiko, al qual va descriure de manera dramàtica: «Es va trigar menys de dues hores de pantalla alliberar Willy, però la batalla per salvar Keiko ha persistit des de l'inici de la filmació el 1992 i sembla posar-se cada cop més difícil. Ambientalistes, biòlegs marins, els seus propis entrenadors i els administradors del parc discuteixen sobre la millor manera d'ajudar-lo.». L'escàndol va assolir tal magnitud que la pel·lícula de Liberad a Willy incloïa un número telefònic per a tots aquells que volguessin adherir-se al moviment per l'alliberament del mamífer marí.
Després de la seva fama mediàtica, la revista Life va publicar també un article on va donar a conèixer les condicions precàries en què vivia Keiko, pel fet que feia 7 metres 30 centímetres de llarg i el seu estany tenia una profunditat de 6 metres 30 centímetres, donant com a evidència que el mamífer marí ja no cabia al seu estany. El que va motivar els seus entrenadors i admiradors de tot el món a iniciar una campanya per tornar-li la llibertat.
El 1994 ja era un mascle en plena maduresa sexual, amb prop de 15 anys tenia més de set metres de longitud. Patia lesions dèrmiques i virals, patia escoriacions al voltant de les aletes pectorals i la seva aleta cabal, les seves dents inferiors observaven gran desgast a causa del costum de mossegar les vores de la seva piscina per avorriment i estrès, la seva esperança de vida es reduïa dràsticament per una dieta a base de peix mort que no aporta els nutrients necessaris ni complementant-los artificialment, sent més vulnerables a malalties que no existeixen al seu hàbitat i la seva aleta dorsal estava doblegada per la inactivitat del seu ús, característica de les orques en captivitat.
La seva situació va dividir en dos l'opinió mundial; d'una banda va aparèixer l'Aliança de Parcs de Mamífers Marins i Aquaris que propugnava perquè fos portada a un aquari amb una piscina adequada, la qual podria compartir amb una femella, i de l'altra va aparèixer el Centre per a la Investigació de les Balenes de l'estat de Washington orientat cap als drets dels animals, decidit a posar l'orca en llibertat.

### Free Willy Keiko Foundation
Free Willy Keiko Foundation (Fundació Liberen a Willy - Keiko) va ser fundada l'1 de novembre de 1994, pels entrenadors i fans de Keiko, per la Warner Bros que havia produït les seves quatre pel·lícules, pel milionari Craig McCaw i per l'organització ecologista Earth Island Institute. Amb aquest suport i gràcies a diverses donacions, valuades en 20 milions de dòlars, es va crear la Fundació.

### Alliberament

#### Rehabilitació a la vida salvatge
En un acte insòlit i inesperat, el 1995, la orca va ser donada per Regne Aventura a la seva Fundació, després de la pressió de rebre més de 1500 cartes quinzenals per sol·licitar el seu alliberament, ja que els seus amos estaven irritats amb aquest excés de súpliques.
Abans d'alliberar Keiko calia acostumar-la a viure al seu hàbitat natural, així que el primer pas de la Fundació va ser aliar-se el 1995 amb l'Oregon Coast Aquarium, on es va construir una immensa piscina equipada amb roques marines i aigua salada, adequant-lo com un centre de rehabilitació per a Keiko. Amb un cost de 7,3 milions de dòlars, l'orca va ser traslladada via aèria de Regne Aventura a la seva nova casa a l'Oregon Coast Aquarium a Newport, Oregon, el 7 de gener de 1996,7 per la companyia United Parcel Service, després un llarg comiat amb nens plorant i un operatiu televisiu que va ser transmès a tothom.
Quan va arribar a Oregon, Keiko va experimentar per primera vegada en més de 14 anys l'aigua salada del mar, les seves lesions cutànies van començar a disminuir i va augmentar més de mitja tona durant la seva estada, ja que en arribar pesava 3 tones i mitja, quan el normal en una orca mascle era de 4,6 tones. Un any més tard, el 1997, van començar a alimentar-lo amb peixos vius, perquè aprengués a alimentar-se per si mateix. Tot i que al principi no acceptava menjar-los i se'ls emportava als seus entrenadors, això va revifar els seus instints de supervivència.
Durant la seva estada a Oregon, la revista Time li va dedicar una portada, Discovery Channel va gravar el popular documental de The Free Willy Story i més de 2 milions de persones el van visitar a l'aquari.
L'objectiu inicial era d'alliberar Keiko en una badia tancada a l'Oceà Atlàntic nord abans de finals de 1998, però després de llargues discussions amb diverses autoritats dels països de la regió esmentada, es va decidir que Keiko hauria de tornar a Islàndia.
Després de 18 mesos de rehabilitació i diversos estudis mèdics, s'havia declarat que Keiko era prou sa i ràpid per a la posada en llibertat. El 9 de setembre de 1998, és transportada per un avió Boeing C-17 Globemaster III de Newport a la badia de Klettsvik a Vestmannaeyjar, Islàndia, on havia estat capturada. A Klettsvik, continuaria la seva rehabilitació amb molta més autonomia, en un recinte tancat dins la badia, amb una mida de 22 camps de futbol i una profunditat de fins a 15 metres, que li donava l'oportunitat d'entrenar el busseig. Durant la seva estada a la badia, se li va ensenyar a ignorar tots els vaixells, excepte el d'Ocean Futures Society, els responsables del programa de tornada de Keiko a Islàndia.
El 1999 va ser la data que es va establir per al seu alliberament, però Keiko va ser traslladada de nou amb avió al fiord de Skal, a Skålvikfjorden, Nordmøre, Noruega, ja que va emmalaltir del fetge i el pulmó i el seu procés de reincorporació al mar es va endarrerir. L'orca es va continuar recuperant i habituant a la vida salvatge i a millorar els seus instints de supervivència. En aquesta estada s'incloïen sessions de natació a mar obert amb Ocean Futures Society, fins a finals de 2001, quan la societat va abandonar el projecte. Des d'aquella data, la Fundació va restablir el projecte i el va gestionar la Humane Society of the United States. Per culminar el seu alliberament, un cop recuperat, el van tornar a transportar a Islàndia.

#### Llibertat
L'11 de juliol de 2002 va ser oficialment alliberada a les costes d'Islàndia, al mateix lloc on 23 anys abans havia estat capturada, passant a ser la primera -i única- orca en captivitat que retorna al seu hàbitat natural.
El pla d'alliberament generava una polèmica àmplia, molts dubtaven que l'animal pogués tornar a la vida salvatge després d'anys de domesticació. Tot i aquestes propostes, es va seguir amb el programa. No obstant això, afectada per estar en captivitat des de molt petita, Keiko mai no va aprendre a comunicar-se amb les altres orques i el mamífer va romandre molt aferrat als humans. Abans de ser alliberada, se li va instal·lar un xip transmissor satelital amb què es monitorejaven els seus moviments i ubicacions.
Des d'Islàndia va nedar uns 1400 quilòmetres amb diversos grups de balenes salvatges, fins a la costa de Noruega, a principis d'agost del 2002. Keiko nedava juntament amb altres orques, des de distàncies de 100 i 300 metres, i mai no va poder integrar-se en un grup. A Noruega es va instal·lar a la comuna de Halsa, tres setmanes més tard del seu alliberament, on va permetre a la població interactuar-hi.
Davant l'aparent fracàs d'incorporar-la al seu hàbitat natural, després de 26 anys de captiveri, Keiko va ser portada amb els cuidadors, a la badia de Taknes, a la costa oest de Noruega, amb l'esperança de disminuir el seu contacte amb els humans, i allà va tornar a la vida que considerava normal, en estat de en semi-llibertat / semi-captivitat, on va ser alimentada i cuidada per Colin Baird i Thorbjorg 'Tobba' Valdis Kristjansdottir des de setembre de 2002 fins a la fi dels seus dies.

### Mort
Keiko, de 27 anys i sis tones de pes, va morir el 12 de desembre de 2003, al voltant de les 15.00 hores després de caure sobtadament malalta d'una pneumònia a causa d'un petit refredat. Va morir amb aproximadament 27 anys —una gran edat per a una orca en captivitat, però molt petita per a una en llibertat, ja que ledat mitjana de una orca mascle lliure és de 80 anys.
Els seus últims dies els va passar el cetaci a la badia de Taknes, a prop de Trondheim, al costat nord-oest de la costa noruega. L'alcaldessa del municipi de Halsa, Margrete Seter i el president i fundador de la Fundació, David Phillips, van emetre un comunicat per informar sobre la mort del mamífer: «Estava lleugerament refredada ahir i quan els metges es disposaven a examinar-la, poc després del capvespre, la trobem al costat del moll».
L'orca Keiko va ser enterrada a la vora d'un fiord noruec de la badia noruega de Taknes, a terra ferma i en una cerimònia celebrada en secret per no entelar la idíl·lica imatge del cetaci, el cos del qual ja estava en procés de descomposició. El normal hauria estat transportar la balena fins a alta mar i deixar-la submergir-se a l'oceà, però el desig de la Fundació Free Willy (Liberen a Willy) era enterrar l'animal en terra ferma, i així van procedir sense despertar l'atenció mediàtica. Pel que sembla, la institució no volia que es fotografiara Keiko ja que el seu cos començava a mostrar signes de descomposició, que no es corresponien amb la imatge idíl·lica creada en el cel·luloide. «La fundació desitjava que la gent recordés Keiko tal com era en vida».
Seguint la petició dels seus fans, se li va fer un servei fúnebre a l'Oregon Coast Aquarium el 20 de febrer del 2004, al qual van acudir al voltant de 700 persones.

## Filmografía

### Cinema
- 1990 Keiko en peligro - Keiko
- 1993 Free Willy - Willy
- 1995 Free Willy 2: The Adventure Home - Willy
- 1997 Free Willy 3: The Rescue - Willy

### Televisió
- 1987 Quinceañera - Orca
- 1996 Azul - Keiko

### Documentals póstums
- 2010 Keiko: The Untold Story (Keiko: La historia jamás contada)
- 2013 The Whale Who Would Not Be Freed (New York Times Video, September 16, 2013)
- 2015 Keiko: después de "Liberad a Willy" Documental de Animal Planet.